# Kaliummetabisulfiet
Kaliummetabisulfiet (K2S2O5), ook bekend als kaliumpyrosulfiet, is een kaliumzout met een doordringende zwavelgeur. Het komt voor als een wit kristallijn poeder. De voornaamste toepassing van deze stof is als conserveermiddel (E224), voornamelijk in wijnen en bieren.

## Synthese
Kaliummetabisulfiet wordt bereid door kaliumsulfiet te laten reageren met zwaveldioxide:
{\displaystyle {\ce {K2SO3 + SO2 -> K2S2O5}}}